# Krapuhlsee
Das Naturschutzgebiet Krapuhlsee liegt im Nordwesten der Kernstadt von Leverkusen in der Niederterrasse des Rheins als eines von mehreren aufgelassenen Kies-Abgrabungsgewässern. Etwas südlich des Autobahnkreuzes Monheim-Süd gelegen, grenzt der Krapuhlsee an die ihn umgebenden Seen Blaue Donau, Großer Laacher See und Hitdorfer See. Das rund 8 ha große Naturschutzgebiet mit der Kennung LEV-008 steht seit 1986 unter Schutz.

## Beschreibung
Das Fachinformationssystem des Landesamtes für Natur, Umwelt und Verbraucherschutz in NRW beschreibt das Gebiet wie folgt:

„Das Gebiet ist eingezäunt und innen von Gehölzen gesäumt, so daß ein Einblick kaum möglich ist. In der Mitte liegt ein großer Kiessee, der nur sehr wenig Wasserpflanzen aufweist. Im Süden trennt ihn ein flacher Streifen von einem seichten, strukturreichen Kleingewässer. Bei hoch anstehendem Grundwasser wird dieser Streifen überspült und die beiden Gewässer vereinigen sich. Umgeben wird der große See von Ufergehölz, gefolgt von Magerweiden mit Kleingehölzen. Eingebettet in eine Magerweide befindet sich am Nordostrand des Sees ein weiteres Kleingewässer mit gutem Wasserpflanzenbestand. Im Südosten liegt ein kleiner, runder Kiessee umgeben von Kleingehölz auf einer steilen Böschung. Die Kombination von Gewässern mit Rohboden, Magerstandorten und Kleingehölzen ist hier das wertgebende Merkmal. Dem 1993 erstellten Pflege- und Entwicklungsplan entsprechend wird das Grünland offengehalten durch Beweidung mit Schafen und Ziegen. Dadurch wurde das Gebiet einzigartig unter den Kiesgruben Leverkusens. Einige Gutachten bezeugen dessen hohe Bedeutung für Wildbienen. Durch altersbedingte Reduktion der Ziegenherde hat die Verbuschung zugenommen, so dass das Gebiet aus dem optimalen Erhaltungszustand herauswächst. Im Rahmen der regionalen Biotopvernetzung (Rheinschiene) stellt dieses Gebiet ein Trittstein dar. Die Hauptentwicklungsziele sind die Erhaltung und Entwicklung der naturnahen Gewässer, der Magerstandorte mit Rohböden (durch Offenhalten) sowie der strukturreichen Kleingehölze.“

## Schutzziele
Laut Landschaftsplan soll zum Schutz gefährdeter Vogelarten die Kiesflächen vegetationsfrei und 50 % aller Ödlandflächen gehölzfrei gehalten werden.
Im Naturschutzgebiet wurden zahlreiche laut Roter Liste (RL) seltene und besonders schützenswerte Pflanzenarten entdeckt. Hervorgehoben seien: Sumpf-Schafgarbe (RLV) (Achillea ptarmica), Sumpf-Schwertlilie (Iris pseudacorus), Sumpfquendel (Peplis portula), Sumpf-Wasserstern (RL2) (Callitriche palustris), Wiesen-Flockenblume (Centaurea jacea), Wiesen-Glockenblume (RL1) (Campanula patula), Wiesen-Storchschnabel (RL3) (Geranium pratense), und Zierliches Tausendgüldenkraut (RL3) (Centaurium pulchellum).

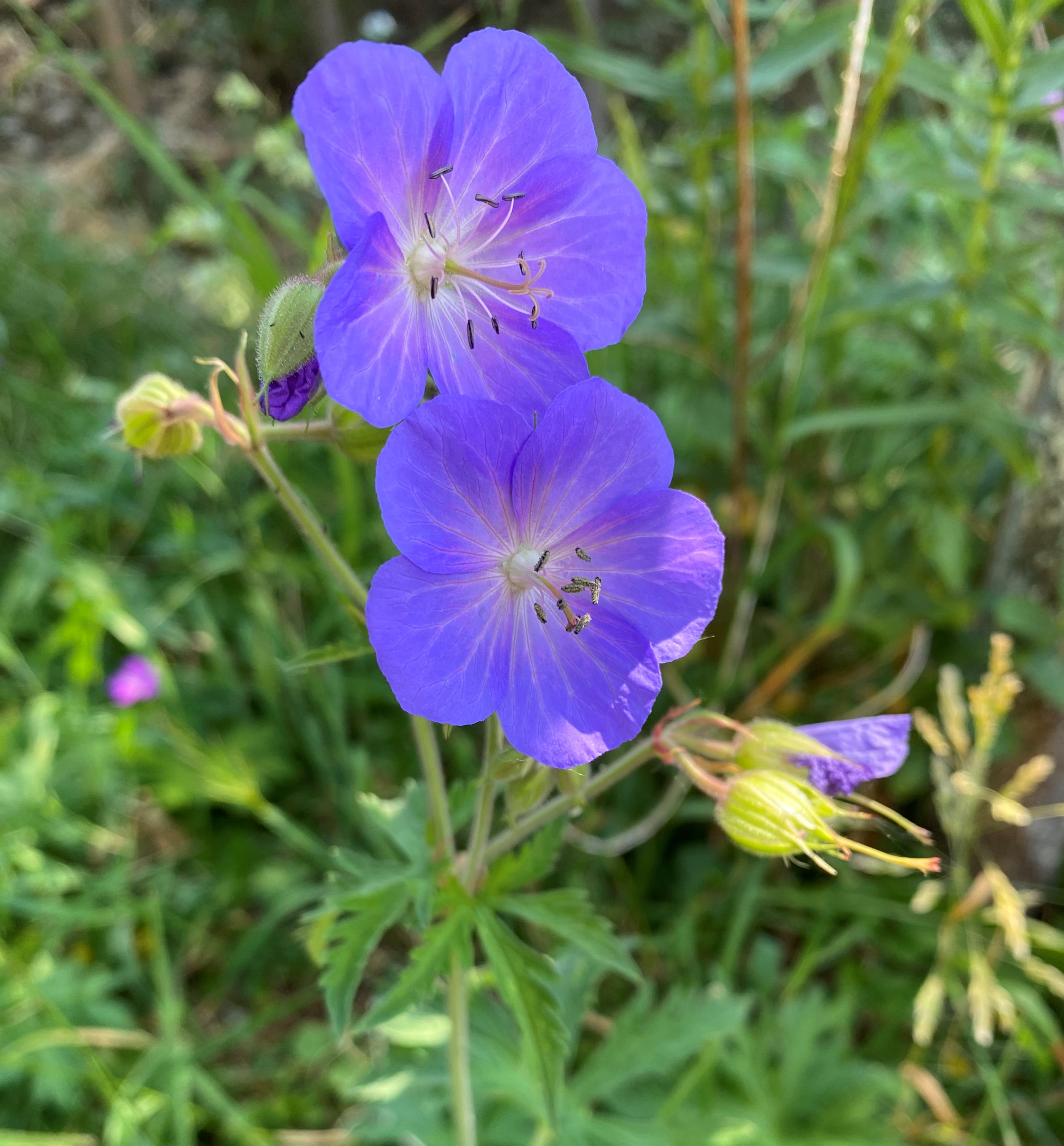
Wiesen-Storchschnabel
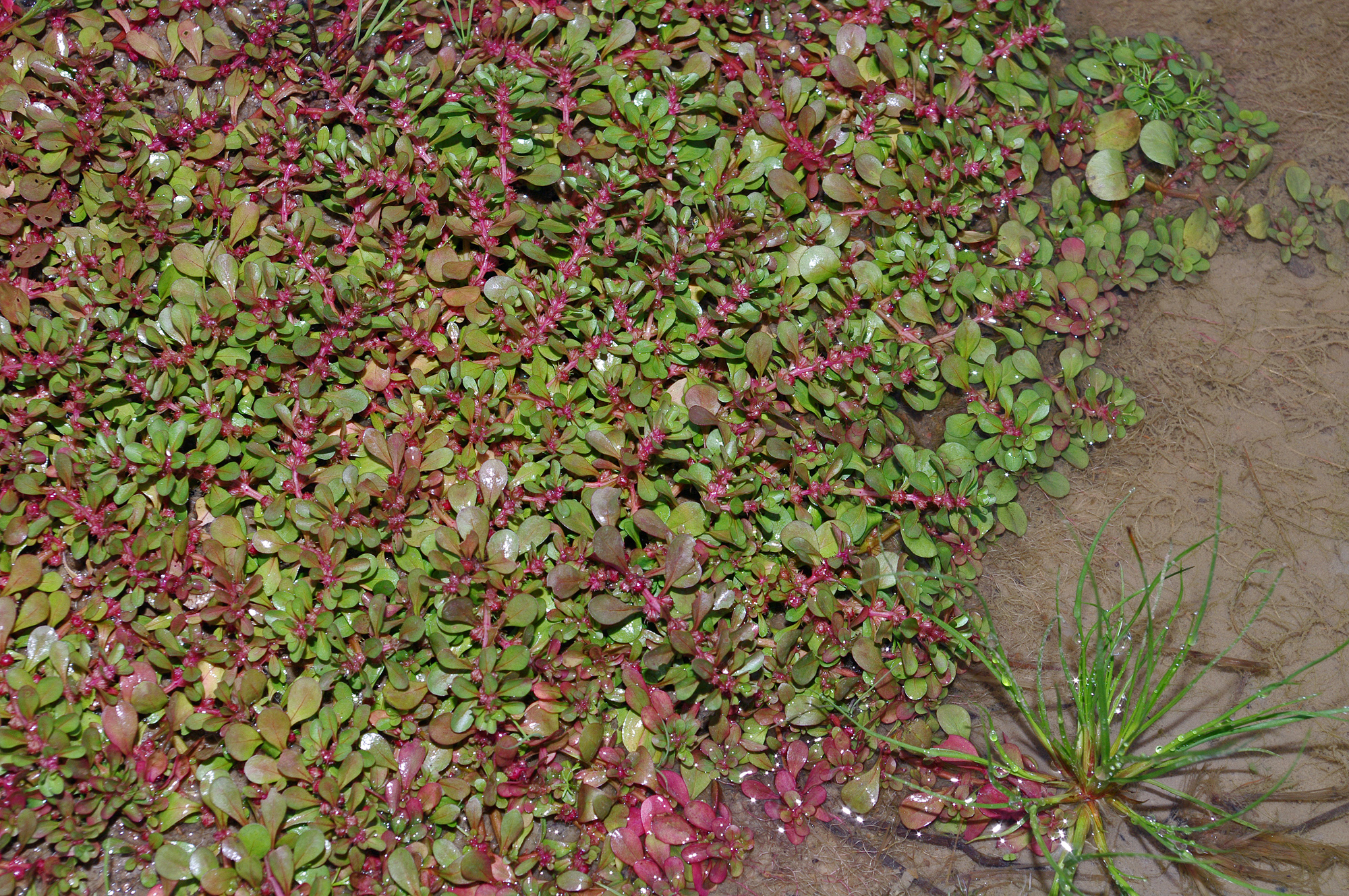
Sumpfquendel an einem Tümpel
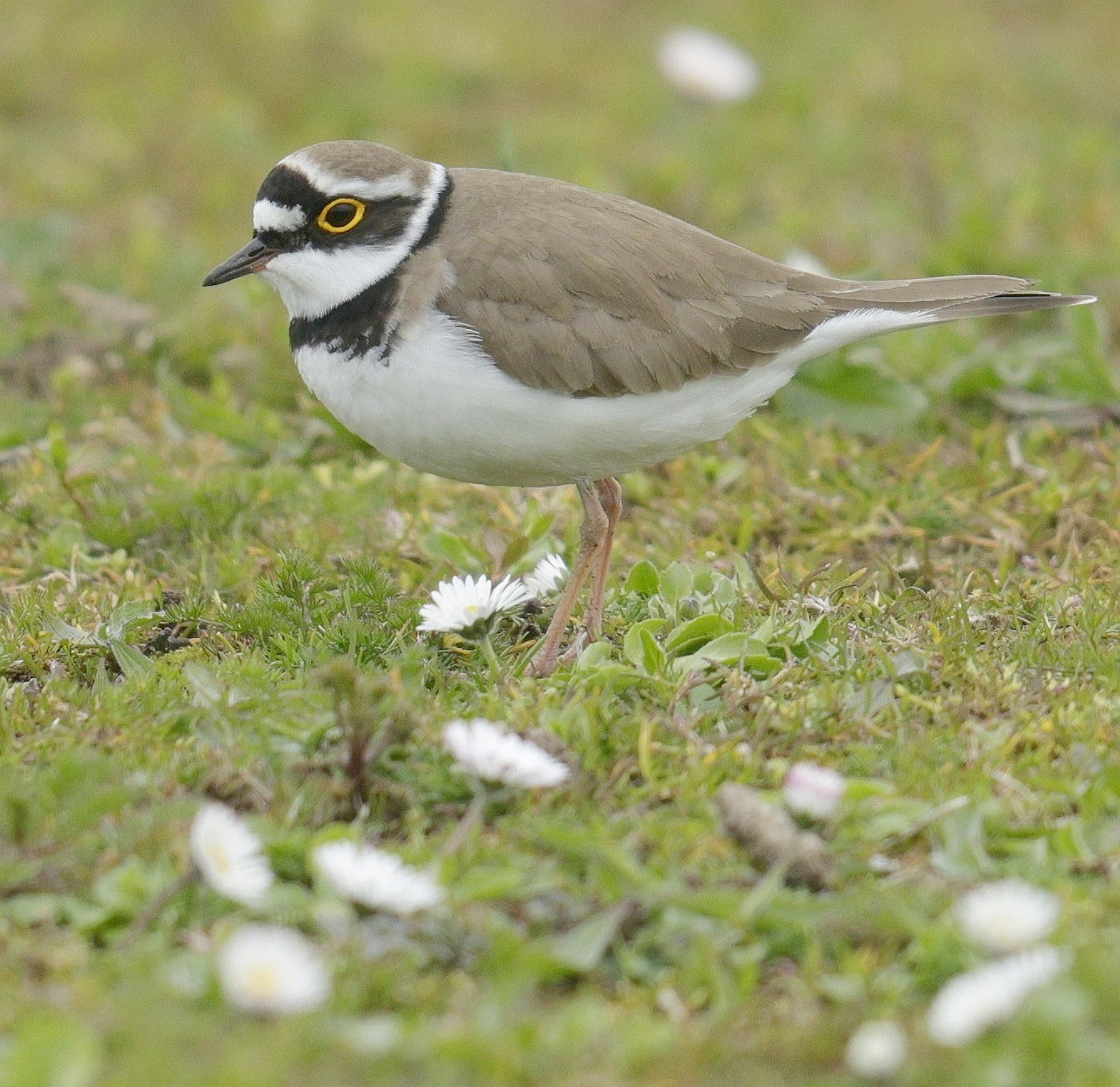
Flussregenpfeifer (Charadrius dubius) findet in ehem. Kiesgruben ein Ersatzbiotop
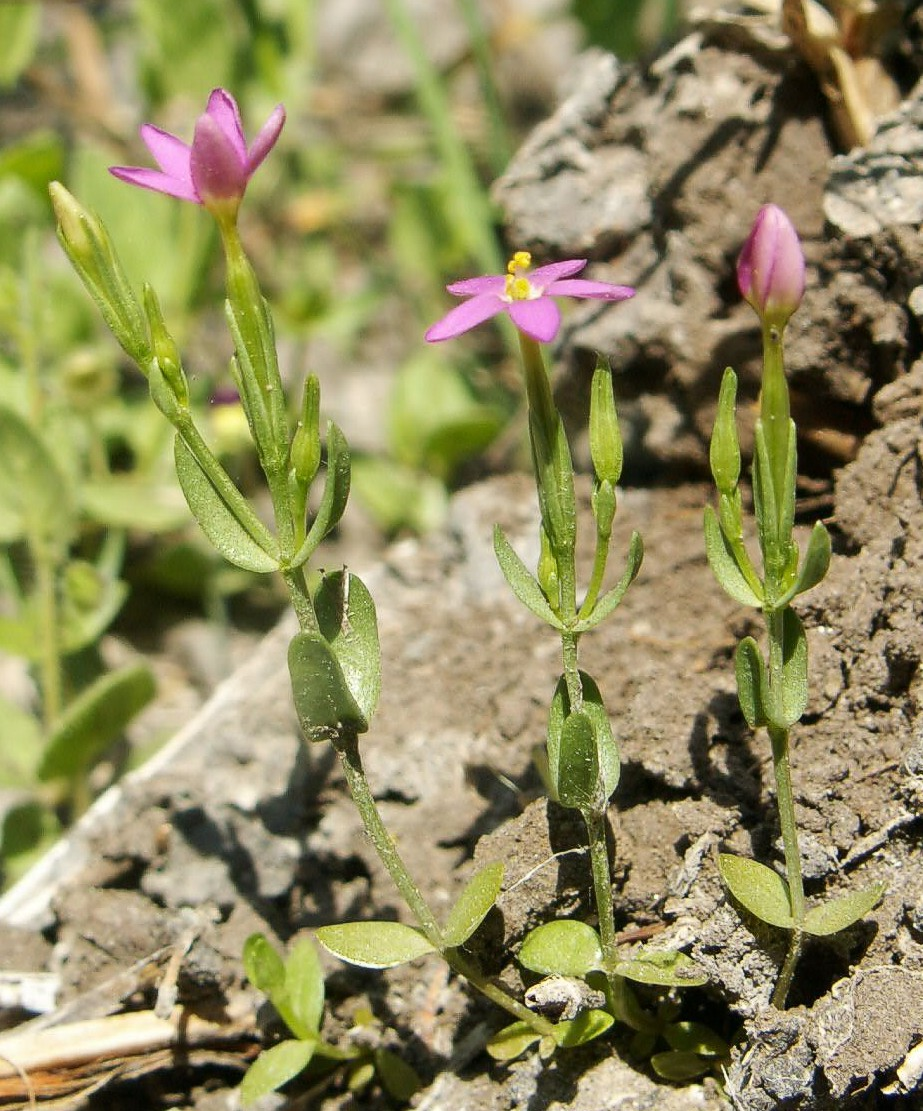
Kleines Tausendgüldenkraut behauptet sich in offenem, steinigem Gelände
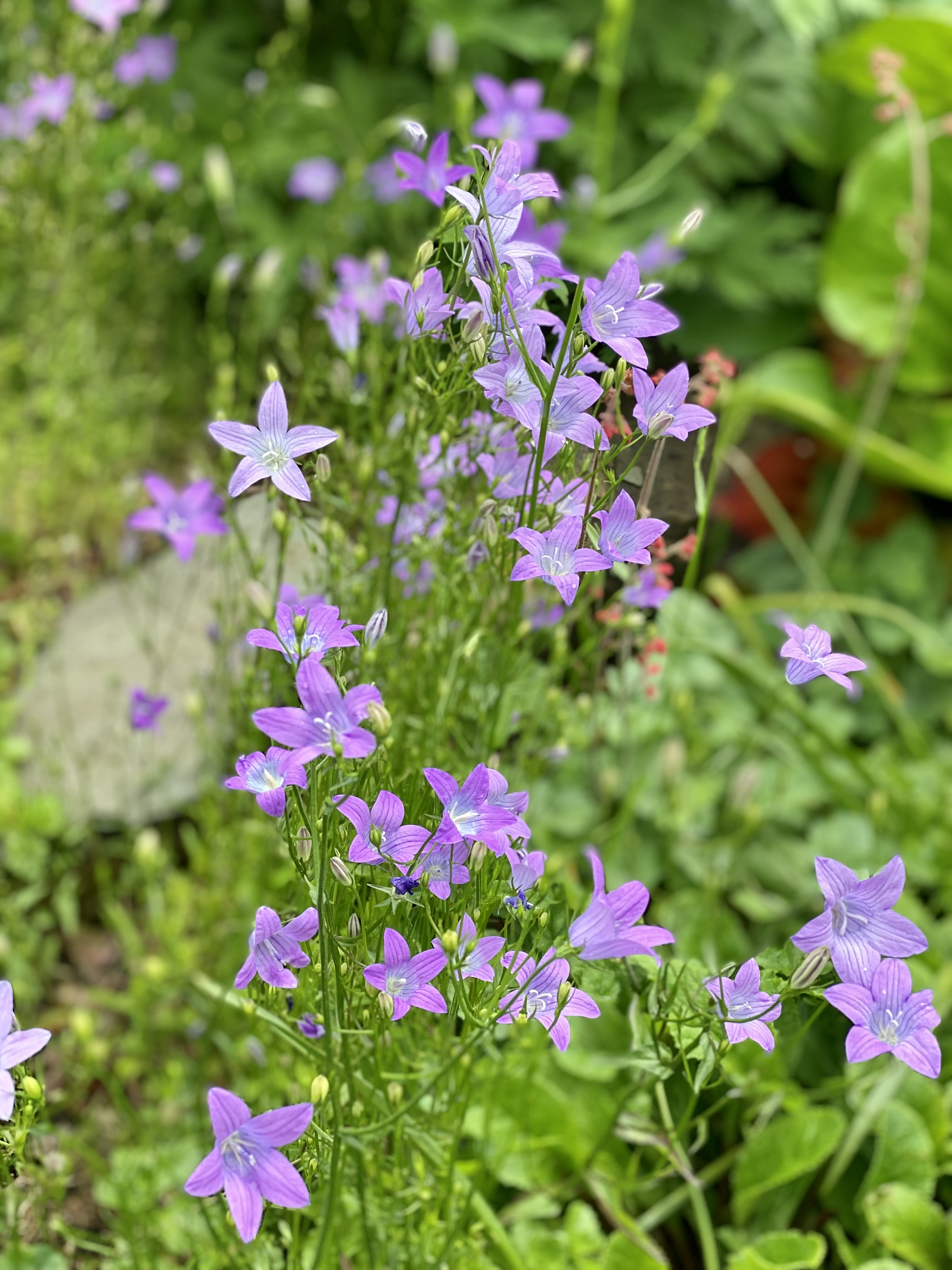
Wiesen-Glockenblume